# Sunset Hills
Sunset Hills és una població dels Estats Units a l'estat de Missouri. Segons el cens del 2000 tenia 8.267 habitants.

## Demografia
Segons el cens del 2000, Sunset Hills tenia 8.267 habitants, 3.217 habitatges, i 2.351 famílies. La densitat de població era de 353,5 habitants per km².
Dels 3.217 habitatges en un 26,6% hi vivien nens de menys de 18 anys, en un 65,7% hi vivien parelles casades, en un 5,5% dones solteres, i en un 26,9% no eren unitats familiars. En el 24,2% dels habitatges hi vivien persones soles el 16,1% de les quals corresponia a persones de 65 anys o més que vivien soles. El nombre mitjà de persones vivint en cada habitatge era de 2,46 i el nombre mitjà de persones que vivien en cada família era de 2,94.
Per edats la població es repartia de la següent manera: un 21,6% tenia menys de 18 anys, un 5,2% entre 18 i 24, un 19,8% entre 25 i 44, un 28,2% de 45 a 60 i un 25,2% 65 anys o més.
L'edat mediana era de 47 anys. Per cada 100 dones de 18 o més anys hi havia 85 homes.
La renda mediana per habitatge era de 67.576 $ i la renda mediana per família de 90.417 $. Els homes tenien una renda mediana de 60.869 $ mentre que les dones 35.044 $. La renda per capita de la població era de 40.151 $. Entorn del 2% de les famílies i el 3,1% de la població estaven per davall del llindar de pobresa.

## Poblacions més properes
El següent diagrama mostra les poblacions més properes.